# 54 Ochotniczy Pułk Piechoty Massachusetts

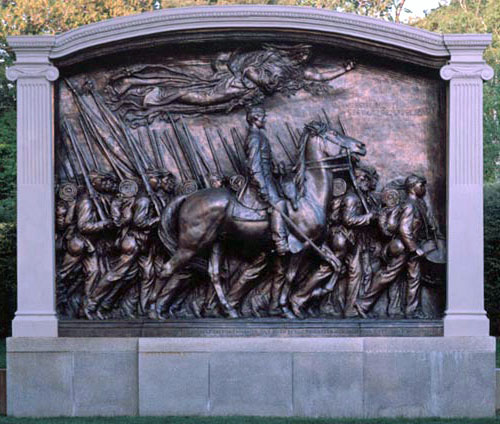
Pomnik Roberta Gould Shawa i 54 Ochotniczego Pułku Piechoty Massachusetts (aut. Augustus Saint-Gaudens)

54 Ochotniczy Pułk Piechoty Massachusetts (54th Massachusetts Volunteer Infantry Regiment) – pierwszy w pełni czarnoskóry oddział wojsk Unii. Powstał w czasie trwania wojny secesyjnej w 1863 roku z inicjatywy gubernatora Massachusetts Johna A. Adamsa. Pierwszym dowódcą mianowany został pułkownik Robert Gould Shaw, który tak jak wszyscy pozostali oficerowie pułku był biały.

## Historia pułku

### Akcja werbunkowa
Akcję werbunkową prowadzili członkowie tzw. Czarnego Komitetu (w tym rodzice pułkownika Shawa). Większość rekrutów stanowili czarnoskórzy mieszkańcy stanów Massachusetts, Pensylwania i Nowy Jork. Część żołnierzy to zbiegli z południa byli niewolnicy.
Po sformowaniu pułk został skierowany do prac fizycznych. Uczestniczył także w grabieży i zniszczeniu Darien choć bezpośredni udział żołnierzy z 54 Pułku był niewielki. Pułkownik Shaw próbował protestować przeciwko, jak to sam ujął, "satanistycznej akcji", ale ustąpił wobec groźby wtrącenia do więzienia i przejęcia dowództwa nad 54 Pułkiem przez pułkownika Jamesa Montgomery'ego (oficjalnego dowódcy w czasie wypadu do Darien).

### Bitwa o Fort Wagner
54 Pułk zdobył sławę w czasie ataku na Fort Wagner (18 lipca 1863 roku), gdy podczas szturmu poniósł najcięższe straty, tracąc prawie połowę swojego stanu, wliczając w to pułkownika Shawa trafionego w serce. Czarni żołnierze zdobyli parapet fortu i utrzymali go przez godzinę, zanim zostali zmuszeni do cofnięcia się. To osiągnięcie i straty elitarnego czarnego pułku, mocno wykorzystywane przez prasę abolicjonistyczną, spowodowały zmianę w postrzeganiu czarnych żołnierzy na Północy. Gazeta New York Tribune uważał, że ta bitwa „uczyniła Fort Wagner dla czarnej rasy tym, czym Bunker Hill stał się dla Jankesów 90 lat wcześniej”.
Dziesięć lat po tych wydarzeniach William Harvey Carney, chorąży pułku w czasie ataku na fort, jako pierwszy Afroamerykanin został odznaczony Medalem Honoru.
Podczas wojny 54 Pułk walczył jeszcze osłaniając odwrót wojsk Unii po przegranej bitwie pod Olustee.

### Rozformowanie i reaktywacja
Pułk został rozwiązany 20 sierpnia 1865, po zakończeniu działań wojennych.
Jednostka została reaktywowana 21 listopada 2008 r., aby służyć jako jednostka ceremonialna Gwardii Narodowej stanu Massachusetts. Nowa jednostka jest teraz znana jako 54. Pułk Ochotniczy Massachusetts.

## Ekranizacja
Na podstawie historii pułku powstał w roku 1989 film Chwała, nagrodzony trzema Oscarami, w którym rolę pułkownika Roberta Goulda Shawa odegrał Matthew Broderick.